# Шпаков Онуфрій Степанович
Онуфрій Степанович Шпаков (червень 1906, село Задорожжя Усманської волості Вітебської губернії, тепер Вітебської області, Білорусь — квітень 1982, місто Владимир, тепер Російська Федерація) — радянський державний діяч, 1-й секретар Алма-Атинського обласного комітету КП Казахстану. Депутат Верховної ради Казахської РСР 4-го скликання.

## Біографія
Народився в бідній селянській родині, батько наймитував. У 1923 році вступив до комсомолу.
У 1923—1927 роках — учень Вітебського кооперативного технікуму, здобув спеціальність «бухгалтер-організатор». У 1927—1928 роках — слухач Псковського педагогічного технікуму, здобув спеціальність учителя. У 1928 році був поранений у праву ногу «при проведенні облави комсомольською дружиною з вилову та знищення бандгруп».
У серпні 1928 — вересні 1929 року — завідувач школи 1-го ступеня села Бурково Усминського району Ленінградської області. У вересні 1929 — березні 1930 року — вчитель суспільствознавства школи-семирічки селища Західна Двіна Західно-Двінського району Ленінградської області.
З березня по жовтень 1930 року — інструктор-бухгалтер Бєлгородської районної рільничої спілки. З жовтня 1930 по вересень 1931 року — інструктор-бухгалтер Прохорівської районної колгоспспілки в селі Прохорівка Центрально-Чорноземної області.
Член ВКП(б) з вересня 1931 року.
У вересні 1931 — грудні 1932 року — командир взводу 107-го стрілецького полку і окремого бронетанкового батальйону 36-ї Забайкальської дивізії Далекосхідного військового округу в місті Читі.
З 1932 року навчався у Центральному заочному інституті фінансово-економічних наук, вибув із третього курсу.
У січні 1933 — січні 1934 року — відповідальний інструктор-бухгалтер, начальник групи ревізорів Північно-Кавказької крайової споживспілки в місті П'ятигорську. У січні 1934 — квітні 1937 року — начальник відділу обліку та звітності Північно-Кавказької крайової споживспілки в місті П'ятигорську.
У квітні — серпні 1937 року — заступник завідувача і тво. завідувача загального відділу — секретар партійного комітету виконавчого комітету Північно-Кавказької крайової ради в місті П'ятигорську.
У вересні 1937 — серпні 1938 року — завідувач відділу підготовки кадрів — секретар партійного комітету Азовського державного морського пароплавства в місті Ростові-на-Дону.
У серпні 1938 — травні 1939 року — 2-й секретар, 1-й секретар Андрєєвського районного комітету ВКП(б) міста Ростова-на-Дону.
У травні 1939 — березні 1941 року — завідувач Ростовського обласного торгового відділу.
У березні 1941 — квітні 1944 року — секретар Ростовського обласного комітету ВКП(б) із промисловості та торгівлі.
У квітні — вересні 1944 року — 3-й секретар Ростовського обласного комітету ВКП(б).
У вересні 1944 — квітні 1945 року — 2-й секретар Ростовського обласного комітету ВКП(б).
З квітня по вересень 1945 року — відповідальний організатор Управління кадрів ЦК ВКП(б).
У вересні 1945 — травні 1947 року — слухач Вищої партійної школи при ЦК ВКП(б) у Москві.
12 травня 1947 — 17 серпня 1949 року — завідувач управління кадрів — заступник міністра торгівлі СРСР з кадрів.
17 серпня 1949 — 5 жовтня 1950 року — заступник міністра рибної промисловості СРСР.
З жовтня 1950 по березень 1951 року — у розпорядженні ЦК ВКП(б).
У березні 1951 — вересні 1952 року — секретар Гур'євського обласного комітету КП(б) Казахстану.
У вересні 1952 — червні 1953 року — завідувач планово-фінансово-торговельного відділу ЦК КП Казахстану.
У 1953 році закінчив заочно Казахський державний педагогічний інститут імені Абая.
У червні 1953 — серпні 1954 року — відповідальний організатор відділу партійних, профспілкових та комсомольських органів ЦК КП Казахстану.
У серпні 1954 — грудень 1955 року — 1-й секретар Алма-Атинського обласного комітету КП Казахстану.
У вересні 1956 — лютому 1960 року — 1-й заступник голови виконавчого комітету Гур'євської обласної ради депутатів трудящих Казахської РСР.
У березні 1960 — травні 1965 року — голова Владимирської обласної спілки споживчих товариств.
З травня 1965 по вересень 1966 року — на пенсії в місті Владимирі.
У вересні 1966 — квітні 1970 року — директор Владимирської галантерейної фабрики.
З квітня 1970 року — персональний пенсіонер у місті Владимирі. 
Помер у квітні 1982 року в місті Владимирі.

## Нагороди
- орден Червоного Прапора (1943)
- два ордени «Знак Пошани» (1942, 1944)
- медаль «За оборону Кавказу» (1944)
- медаль «За доблесну працю у Великій Вітчизняній війні 1941—1945 рр.» (1945)
- медалі